# Landgoed Nemelaer
Landgoed Nemelaer is een gevarieerd landgoed en natuurgebied in de Noord-Brabantse gemeente Oisterwijk aan de spoorlijn van Oisterwijk naar Boxtel. Het landgoed omvat 165 ha. Het gebied is sinds 1964 eigendom van de stichting Het Brabants Landschap, evenals het bijbehorende Kasteel Nemerlaer waaraan het landgoed zijn naam ontleend. Het kasteel is vernoemd naar het riviertje de Amer (later Nemer) en Laer (open plek in het bos). Nemerlaer werd daarna vaak verbasterd tot Nemelaer. In de naastgelegen kasteelhoeve is het kantoor van Het Brabants Landschap is gevestigd. Het Brabants Landschap heeft veel moeite gedaan om het het landschap, in de jaren 1960 te herstellen. Men had echter geen middelen om het kasteel te restaureren en wilde het aanvankelijk laten vervallen tot ruïne ten behoeve van vogels en vleermuizen. In 1968 is Stichting Kasteel Nemerlaer opgericht, onder anderen door Anton van Oirschot, die het kasteel helemaal restaureerde. Na een grote brand in 1969 werd het stukje bij beetje opnieuw gerestaureerd. Het kasteel is in beheer van Stichting Kasteel Nemerlaer en wordt nog steeds bewoond. Daarnaast vinden er culturele en publieke activiteiten plaats.

## Ligging en omgeving
Het landgoed wordt sinds 1865 door een spoorlijn doorsneden en ook door de brede loop van de gekanaliseerde Essche Stroom. Aldus wordt dit vaak beschouwd als twee aparte en heel verschillende gebieden: Nemerlaer-Noord en Nemerlaer-Zuid. Nemelaer-Zuid sluit naar het zuiden en westen aan bij de Kampina en de Oisterwijkse Bossen en Vennen, die beide in bezit zijn van Vereniging Natuurmonumenten.

## Nemerlaer-Noord
Nemerlaer Noord is te bereiken via de Kasteellaan te Haaren. Er staat een 13e-eeuws kasteel waaraan het landgoed zijn naam ontleend. De omgeving van het kasteel is parkachtig met zeer statige en opvallende lanen, omringd door landbouwgronden, houtwallen, hoogstamboomgaarden, een in ere hersteld restant van de beek de Oude Nemer, een slotgracht en veel smeedwerk rond het kasteel. Er is een rondwandeling uitgezet. Ook loopt het Nederlandse Pelgrimspad (LAW 7) over het landgoed en langs het kasteel.

## Nemerlaer-Zuid
Nemerlaer-Zuid is een zeer afwisselend gebied met de rechtgetrokken beek de Essche Stroom, enige landbouw en naaldbossen. Van belang voor de natuur zijn vooral het beschut in het bos gelegen Beeldven en de landschappelijk open moerasgebieden het Kivietsblek en de Moddervelden. Het gaat om natte en venige heiderestanten met een deels lemige ondergrond en een bijzondere begroeiing met onder andere de vleesetende plantjes zonnedauw en blaasjeskruid.